# Che cos'è l'arte?
Che cos'è l'arte? (in russo Что такое искусство??, Čto takoe iskusstvo?) è un trattato filosofico di Lev Tolstoj, scritto e pubblicato nel 1897.

## Genesi del testo
L'opera è successiva, di oltre un decennio, alla «conversione morale» raccontata dallo scrittore nella Confessione. Spiega in proposito il critico letterario Gianlorenzo Pacini:
Il trattato fu ricopiato dalla moglie Sonja, che il 1º agosto 1897 annotò nel proprio diario:
All'epoca, sebbene anziano, Tolstoj si dedicava al lavoro fisico in coerenza con le proprie idee morali, perciò scrisse l'opera durante il tempo libero, come spiegherà il Mahatma Gandhi in un discorso per il centenario della nascita dello scrittore:

## Contenuti
Nell'opera, Tolstoj polemizza con le forme artistiche più elaborate e complesse, affermando che «l'arte buona è sempre comprensibile a tutti». La vera arte, secondo Tolstoj, suscita un positivo «contagio», ovvero «quel sentimento, completamente differente dagli altri, di gioia nell'unione spirituale con un altro (l'autore) e con altri ancora (gli ascoltatori o spettatori) che contemplano la stessa opera». L'arte «deve sopprimere la violenza» e «fare in modo che i sentimenti di fraternità e amore per il prossimo, oggi accessibili solamente agli uomini migliori della società, diventino sentimenti abituali, istintivi in tutti».
Egli individua, fra i modelli di «arte superiore» a cui ispirarsi nell'epoca moderna, I masnadieri di Friedrich Schiller, I miserabili di Victor Hugo, le opere narrative di Charles Dickens, la Capanna dello zio Tom di Harriet Beecher Stowe, le Memorie dalla casa dei morti di Fëdor Dostoevskij e il romanzo Adam Bede di George Eliot. Spiega ancora Gianlorenzo Pacini:
Nel trattato ricorrono espliciti riferimenti agli insegnamenti del Vangelo, in particolare al Discorso della Montagna, secondo la visione pacifista cara a Tolstoj. L'opera si conclude con un nuovo richiamo a questo ideale:

## Edizioni
- Che cosa è l'arte?, con un saggio introduttivo di Enrico Panzacchi: Tolstoi e Manzoni nell'idea morale dell'arte, Fratelli Treves, Milano 1902 (ristampato nel 1909)
- Che cosa è l'arte?, a cura di Filippo Frassati, Milano, Feltrinelli ("Universale Economica"), 1978.
- Che cosa è l'arte?, a cura di Tito Perlini, Claudio Gallone Editore, collana "L'Uomo e la Ragione" a cura di Emanuele Severino, Milano 1997. ISBN 8882170063